# Fabio Lupo
Fabio Lupo (Pescara, 11 ottobre 1964) è un dirigente sportivo ed ex calciatore italiano, di ruolo centrocampista, attuale direttore sportivo del Cosenza.

## Carriera

### Giocatore
Cresciuto nel Francavilla, viene prestato al Cesena dove gioca quasi esclusivamente in Primavera. Poi è ceduto al Campobasso in Serie B, squadra per la quale compie oltre 100 presenze. In seguito va al Bari dove rimane per quattro stagioni, ottenendo la promozione in Serie A nella stagione 1988-1989 e la vittoria della Coppa Mitropa nel 1990.
Nel 1991 passa all'Ancona dove rimane per tre stagioni, contribuendo nell'annata 1991-1992 alla prima storica promozione dei marchigiani in Serie A. Nel primo anno in A dei biancorossi, pur non conquistando la salvezza, chiude la stagione con 5 gol (terzo marcatore stagionale dei biancorossi). Resta coi dorici per 3 stagioni, una in massima serie e due in B, raggiungendo la finale di Coppa Italia 1993-1994 in cui realizza di testa il "gol della bandiera" (portando il punteggio sul provvisorio 3-1) nella finale di ritorno contro la Sampdoria, vincitrice per 6 a 1. Ad oggi, è l'ultimo giocatore di Serie B ad aver segnato in una finale di Coppa Italia.
Nell'estate 1994 è svincolato, salvo trovare a novembre un accordo annuale con l'Avellino militante in Serie C1. Chiude la sua carriera in Serie C2 con la maglia del Teramo.
In carriera ha totalizzato complessivamente 54 presenze e 6 reti in Serie A e 208 presenze e 11 reti in Serie B.

### Dirigente
È stato direttore sportivo di Giulianova (2003-2005) e Ascoli (per 3 mesi, prima di essere licenziato dal presidente Benigni il 10 novembre 2005 dopo un'accesa discussione) dove ha seguito i trasferimenti di Quagliarella, Foggia e Bjelanovic. In seguito passa al Manfredonia (dal dicembre 2005 fino al 2007) e al Torino, dove rimane fino al 2009, anno in cui i granata ottengono la salvezza con 4 giornate d'anticipo.
Dopo una breve parentesi di circa tre mesi al Sorrento, conclusa con l'esonero per una campagna acquisti invernale ritenuta non soddisfacente con la squadra che chiuderà comunque la stagione al 9º posto in classifica, ha rivestito la carica di direttore generale del Bellinzona e dall'estate del 2011 è stato il responsabile del settore giovanile e del mercato estero della Sampdoria fino all'estate del 2012. A novembre 2013 diviene il nuovo direttore sportivo della Juve Stabia, da cui si dimette ad aprile 2014, dopo la retrocessione anticipata in Lega Pro; da agosto 2015 è consulente di mercato del Monopoli.
Nel maggio 2016 diviene direttore sportivo del Teramo, venendo esonerato a settembre 2016 (a causa di incomprensioni dovute ad un inizio difficoltoso). Il 22 giugno 2017 viene scelto come direttore sportivo del Palermo, neoretrocessa in Serie B, venendo esonerato dopo sette mesi da Zamparini che lo accusava di non avere grinta (nonostante un Palermo al terzo posto in classifica a soli 3 punti dalla promozione diretta).
Per la stagione 2019-2020 è direttore sportivo del Venezia Football Club.
Il 14 maggio 2022 viene nominato nuovo Direttore Tecnico della SPAL in Serie B, squadra da cui viene esonerato il successivo 1º marzo 2023 con la squadra in caduta libera verso la retrocessione.
L'11 luglio 2025 viene ingaggiato come nuovo direttore sportivo del Cosenza, in Serie C, con cui sottoscrive un accordo annuale, più opzione di rinnovo per un'ulteriore stagione.

## Palmarès
- Coppa Anglo-Italiana: 1

Francavilla: 1984
- Coppa Mitropa: 1

Bari: 1990